# Rock Hudson
Rock Hudson, pseudonimo di Roy Harold Scherer Jr, in seguito Roy Harold Fitzgerald (Winnetka, 17 novembre 1925 – Beverly Hills, 2 ottobre 1985), è stato un attore statunitense.
Dal fisico prestante, Rock Hudson dimostrò di possedere più che un naturale sex-appeal, rivelandosi attore dalle notevoli doti drammatiche. È spesso ricordato per essere stato il primo personaggio famoso a morire per aver contratto l'AIDS, evento che spinse l'opinione pubblica ad acquisire una maggiore presa di coscienza nei confronti della malattia.

## Biografia

Hudson (a sinistra) con l'allora presidente statunitense Ronald Reagan e la moglie Nancy, nel maggio del 1984, alla Casa Bianca.

Nacque a Winnetka, Illinois, con il nome di Roy Harold Scherer Jr., da padre statunitense di origini tedesche e svizzere, Roy Harold Scherer Sr., meccanico, e da madre statunitense di origini irlandesi e inglesi, Katherine Wood, casalinga, operatrice telefonica e dipendente di un negozio di alimentari. I suoi genitori divorziarono quando lui aveva solo otto anni, e il suo rendimento scolastico ne risentì, complice anche una lieve forma di dislessia. Adottato dal secondo marito della madre, Wallace Fitzgerald, prese da lui il cognome, diventando Roy Fitzgerald. Durante la seconda guerra mondiale svolse il servizio militare in Marina, dove fu addetto alla manutenzione meccanica dei velivoli.
Prima di approdare a Hollywood intraprese diversi lavori saltuari, tra cui il camionista. Il suo bell'aspetto e la sua corporatura vigorosa furono notati dall'agente Henry Willson, che gli procurò un provino a Hollywood. Willson si mise subito al lavoro per costruire l'immagine cinematografica di colui che sarebbe poi stato il suo fiore all'occhiello. Il nome d'arte Rock Hudson fu scelto proprio dall'agente, unendo Hudson, come il nome del fiume che attraversa New York, e Rock, come la Rocca di Gibilterra o, secondo altre versioni, come le Montagne rocciose.
Dopo un intervento correttivo ai denti e una serie di lezioni di canto e recitazione, Roy debuttò con il nome d'arte nel dramma bellico Falchi in picchiata (1948). Malgrado occorsero ben 38 ciak per fargli pronunciare bene una battuta («Meglio che tu prenda una lavagna più grande»), la macchina da presa catturò immediatamente il fascino del giovane attore. Willson pensò di puntare tutto sulla prestanza fisica di Hudson, lavorando per creare un sex symbol destinato ad appagare i gusti del pubblico femminile.
Dopo diversi anni di gavetta in film western e d'avventura, Hudson acquistò maggiore scioltezza e dimostrò buone doti drammatiche soprattutto ne La magnifica ossessione (1954) di Douglas Sirk (regista con cui lavorerà più volte): un melodramma a tinte fosche in cui l'attore fu intenso e convincente nel ruolo del giovane protagonista nonché fatuo miliardario che causa, involontariamente, la morte di un medico e, successivamente, s’innamora della sua vedova. Nel 1956 ricevette una candidatura all'Oscar quale miglior attore protagonista per il film Il gigante (1956), girato accanto a Elizabeth Taylor e James Dean, mentre due anni più tardi la rivista Look lo nominò "star cinematografica dell'anno".

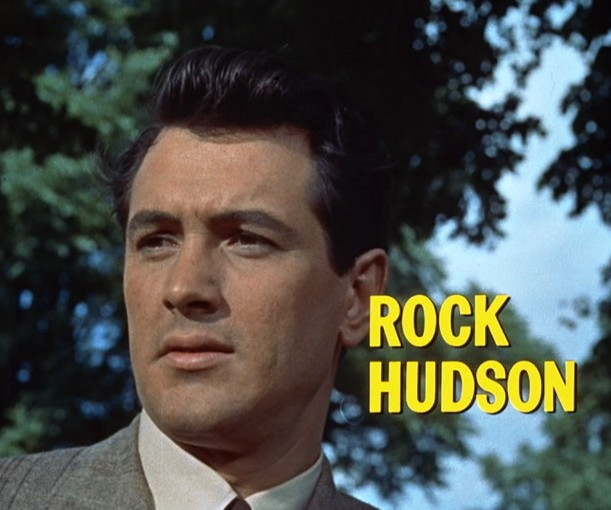
Rock Hudson nel film Il gigante (1956).

Tra la fine degli anni cinquanta e l'inizio degli anni sessanta, Hudson dimostrò un’insospettata verve brillante, interpretando tre commedie di successo: Il letto racconta... (1959) di Michael Gordon, Amore, ritorna! (1961) di Delbert Mann e Non mandarmi fiori! (1964) di Norman Jewison, nelle quali duettò amabilmente con la vivace Doris Day. In quel periodo, affiancò anche Gina Lollobrigida in Torna a settembre (1961) di Robert Mulligan e Strani compagni di letto (1964) di Melvin Frank, e Claudia Cardinale in L'affare Blindfold (1965) di Philip Dunne e Ruba al prossimo tuo... (1968) di Francesco Maselli. Negli anni sessanta, le sue interpretazioni migliori furono: l’inesperto commesso di un negozio di articoli sportivi che si improvvisa provetto pescatore nella gustosa commedia Lo sport preferito dall'uomo (1964) di Howard Hawks, accanto a Paula Prentiss; l’insoddisfatto uomo d'affari che accetta la proposta di cambiare la propria personalità in quella di un affermato pittore nel fantascientifico Operazione diabolica (1966) di John Frankenheimer; il comandante di un sommergibile in Base artica Zebra (1968) di John Sturges. Nel 1969, tornò al genere western con I due invincibili di Andrew V. McLaglen, in coppia con John Wayne, cui seguì I lupi attaccano in branco (1970) di Phil Karlson, al fianco di Sylva Koscina.
Nel 1970, incise un album musicale dal titolo Rock, Gently. Si trattava di un album di 14 canzoni interamente scritte dall'amico di lunga data Rod McKuen, un ex-collega dei tempi della Universal, che si era successivamente dedicato alle produzioni musicali (scrivendo negli stessi anni per Frank Sinatra e Perry Como). Nel 1971 firmò il contratto con la Universal per il telefilm McMillan e signora, diventando la star televisiva più pagata nella storia. Fino al 1977 Hudson interpretò lo spavaldo commissario di polizia newyorkese nella serie televisiva di successo della NBC, accanto a Susan Saint James. Il rapporto lavorativo tra i due fu piuttosto teso e vi furono anche dei pettegolezzi riguardanti il presunto malcontento di Hudson nell'apprendere di essere pagato meno della collega. Negli anni settanta si distinse per la partecipazione a film di vario genere, tra cui Operazione Crêpes Suzette (1970) di Blake Edwards, ...E dopo le uccido (1971) di Roger Vadim e Valanga (1978) di Corey Allen. Nel 1980 fu tra i componenti del cast all-star in Assassinio allo specchio di Guy Hamilton, adattamento di un giallo di Agatha Christie, nel ruolo di un regista marito di un'attempata star del cinema, interpretata da Elizabeth Taylor. La sua ultima apparizione sul grande schermo fu in I guerrieri del vento (1984) di J. Lee Thompson, accanto a Robert Mitchum ed Ellen Burstyn.
Durante la sua lunga carriera ebbe tre case di produzione cinematografiche: la 7 Pictures fra il 1960 e il 1961 (con la quale produsse Torna a settembre e Amore, ritorna!); la Gibraltar Productions fra il 1963 e il 1970 (con la quale produsse Lo sport preferito dall'uomo, Operazione diabolica e Tobruk); la Mammoth Films (per produzioni come McMillan e signora e Devlin & Devlin). Insieme a Cary Grant, fu insignito più volte della celebrità maschile meglio vestita ad Hollywood.

### Vita privata
Durante gli anni cinquanta, malgrado il progresso e la liberazione da certi tabù, Hollywood e lo star system continuavano a vigilare affinché la vita di attori e registi fosse, o almeno sembrasse, "immacolata" agli occhi del pubblico. Condizionato da questo sistema, Rock Hudson non rivelò mai la propria omosessualità, ma il prezzo che dovette pagare per mantenere intatta la propria immagine pubblica non fu irrilevante. Nel ristretto ambiente di Hollywood la sua omosessualità era nota, ma la notizia non doveva essere rivelata agli spettatori, pena la distruzione dell'immagine virile e vigorosa con cui il pubblico, soprattutto femminile, identificava l'attore sullo schermo, rafforzata da un'attenta operazione di marketing da parte di numerose riviste specializzate nella diffusione di notizie sui divi e sulle celebrità del cinema.
Nel periodo di maggior successo di Hudson, i giornali cercarono più volte di approfondire l'argomento. Nel 1955 la rivista scandalistica Confidential tentò di diffondere un articolo rivelatorio sull'orientamento sessuale dell'attore, ma la Universal Pictures, che in quel periodo aveva sotto contratto Hudson, pagò 10.000 dollari per evitare la pubblicazione del temuto servizio. Dal momento che il celibato di Hudson iniziò ad alimentare chiacchiere e illazioni, il suo agente Willson organizzò un matrimonio di "copertura" con la sua segretaria, Phyllis Gates, allo scopo di mettere a tacere i pettegolezzi sulla vita privata dell'attore. Hudson e la Gates si sposarono nel 1955 e divorziarono nel 1958. La Gates affermerà in seguito di non aver più visto l'ex-marito e, dopo la morte di Hudson, scriverà che per lei il matrimonio fu autentico e che, solo successivamente, venne a conoscenza di voci di presunte manovre attorno ad esso. Hudson ha avuto anche una relazione con il celebre danzatore, regista e coreografo statunitense Jerome Robbins.

### La malattia
Il nome di Rock Hudson è legato alle circostanze della sua morte quasi quanto alla sua carriera, nonostante sia stato uno dei personaggi più celebri e amati degli anni cinquanta e sessanta. La sua importanza di attore, la cui carriera fu favorita dalle logiche dello star system di Hollywood, è paragonabile a ciò che la sua morte ha rappresentato. L'annuncio della sua malattia è legato a un "caso" mediatico mondiale: egli fu infatti la prima celebrità internazionale ad ammettere pubblicamente di avere contratto il virus dell'HIV.
Tuttavia l'omosessualità dell'attore rimase segreta fino a che egli non scoprì di essere malato, il 5 giugno 1984, in seguito a una visita medica. L'anno successivo il "caso Rock Hudson" portò alla coscienza degli USA, dell'Europa e delle popolazioni di molti altri Paesi, l'esistenza di questa sindrome. La morte di Hudson cambiò anche l'atteggiamento nei confronti dell'epidemia da parte dell'allora presidente degli Stati Uniti d'America Ronald Reagan, amico di lunga data dell'attore.
Visibilmente provato e sofferente durante le apparizioni pubbliche fin dal 1984, Hudson tentò inizialmente di spiegare la propria impressionante perdita di peso dapprima come la conseguenza di una dieta eccessiva, quindi a causa di un'anemia, dell'anoressia nervosa e infine per un cancro al fegato. Già durante le riprese del serial tv Dynasty, quando dimenticava continuamente le battute e si rese necessario scrivergliele ovunque, fu evidente che le sue condizioni di salute erano precarie. Non furono comunque le amnesie ad attirare l'attenzione della stampa, poiché l'attore aveva sempre avuto difficoltà di memoria, ma il suo dimagrimento, il suo aspetto notevolmente invecchiato e le sue difficoltà a parlare. Qualche tempo dopo apparve al fianco di Doris Day per promuovere lo show Doris Day Best Friends, evento a cui presenziò in nome della vecchia amicizia verso la collega che aveva condiviso con lui i migliori anni della sua carriera, nonché i grandi successi, ma anche la Day rimase alquanto impressionata dal suo aspetto.
L'attore, sempre in gran segreto, si recò più volte a Parigi per sottoporsi alle cure con gli ultimi ritrovati della medicina. Il 25 luglio 1985, durante la sua ultima permanenza nella capitale francese, Hudson approvò un comunicato stampa con cui si dava ufficialmente la notizia della diagnosi. L'ospedale in cui era ricoverato si svuotò immediatamente per il terrore del contagio. L'attore volle rientrare subito negli Stati Uniti, ma il suo staff incontrò notevoli problemi nel reperire un volo, poiché nessuna compagnia aerea voleva averlo come passeggero. Alla fine Hudson fu costretto a prenotare un intero volo solo per lui. La notizia fu nascosta fino all'ultimo anche a Marc Christian, ultimo compagno di Hudson, che fu tenuto all'oscuro della malattia, pur continuando l'attore ad avere rapporti sessuali con lui.
Nonostante il prolungato silenzio, Hudson rimane pur sempre la prima celebrità ad aver rivelato al mondo di essere malato di AIDS. La sua immagine di uomo virile, ricco e famoso, non sembrava avere nulla a che fare con lo stereotipo imperante circa la tipologia delle vittime del morbo, dimostrando così che le convinzioni confortate dalle statistiche sulle cosiddette "categorie a rischio", andavano senz'altro riviste. L'ignoranza sulla malattia è dimostrata dall'allarme che, dopo la rivelazione di Hudson, scoppiò sul set della serie televisiva Dynasty (1981-1989). L'attore infatti aveva preso parte alla quinta stagione dello sceneggiato, e in una scena aveva baciato sulla bocca l'attrice Linda Evans. La Evans venne sottoposta immediatamente a controllo medico, risultando in perfette condizioni fisiche.

### La morte
La morte di Rock Hudson, il 2 ottobre 1985, avvenuta per cancro (linfoma), non fu vana. Il decorso della sua malattia fu seguito con attenzione e partecipazione, e non senza qualche morbosità, dai mass media di tutto il mondo, e l'annuncio della sua morte all'età di 59 anni portò definitivamente l'AIDS all'attenzione dell'opinione pubblica in tutta la sua gravità. La sua scomparsa fu un trauma considerevole, non solo perché era stato un attore molto famoso, ma anche perché era fortemente amato dal suo pubblico e apprezzato dai colleghi attori.
Dopo la morte, il corpo di Rock Hudson venne cremato e le sue ceneri disperse in mare.

## Eredità e memoria
- Buona parte della fortuna di Rock Hudson, stimata in 27 milioni di dollari dell'epoca, finì in eredità al suo grande amico e collega George Nader. Quest’ultimo, collega di Hudson nei primi anni alla Universal, in seguito alla presunta relazione con Hudson e al desiderio della casa cinematografica di proteggere il divo più famoso dalle attenzioni della stampa scandalistica, dovette ritirarsi da Hollywood e dedicarsi a film di serie B. Nonostante ciò i due rimasero buoni amici, basti pensare che il segretario personale di Hudson fu per 13 anni Mark Miller, il compagno di George Nader.[6]
- L'attrice Elizabeth Taylor dichiarò di essersi infatuata di lui durante le riprese de Il gigante. Dopo aver appreso della sua omosessualità, gli rimase amica mantenendo il segreto per molti anni e, dopo la sua morte, diventò attiva promotrice di una campagna di sensibilizzazione verso l'AIDS.
- A Hudson è dedicata una stella sulla Hollywood Walk of Fame, all'altezza del numero civico 6104 di Hollywood Boulevard.
- Paul Allen, il cofondatore di Microsoft, acquistò nei primi anni novanta la villa di Hudson detta il castello e posta sulle colline di Beverly Hills.

## Filmografia

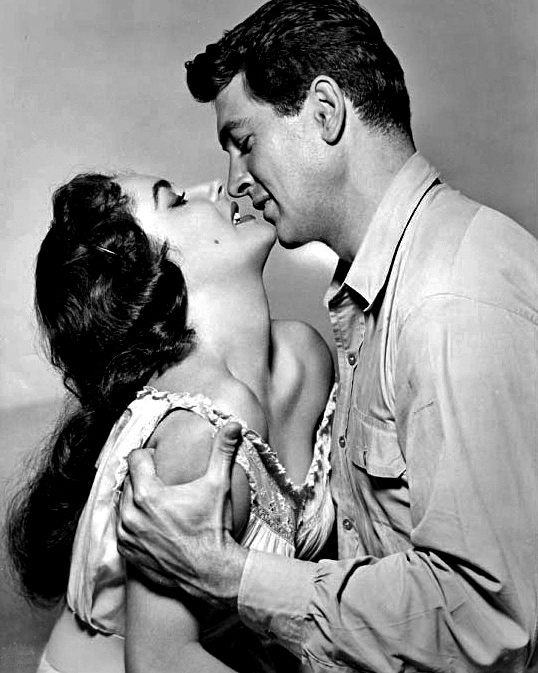
Rock Hudson con Liz Taylor in un'immagine pubblicitaria per il film Il gigante (1956)

### Cinema
- Falchi in picchiata (Fighter Squadron), regia di Raoul Walsh (1948) (non accreditato)
- Chicago, bolgia infernale (Undertow), regia di William Castle (1949) (con il nome di Roc Hudson)
- Appuntamento con la morte (One Way Street), regia di Hugo Fregonese (1950) (non accreditato)
- La regina dei tagliaborse (I Was a Shoplifter), regia di Charles Lamont (1950)
- Peggy la studentessa (Peggy), regia di Frederick de Cordova (1950)
- Winchester '73, regia di Anthony Mann (1950)
- L'aquila del deserto (The Desert Hawk), regia di Frederick de Cordova (1950)
- Jack il ricattatore (Shakedown), regia di Joseph Pevney (1950)
- Tomahawk - Scure di guerra (Tomahawk), regia di George Sherman (1951)
- I moschettieri dell'aria (Air Cadet), regia di Joseph Pevney (1951)
- Storia di un detective (The Fat Man), regia di William Castle (1951)
- Vittoria sulle tenebre (Bright Victory), regia di Mark Robson (1951)
- L'uomo di ferro (Iron Man), regia di Joseph Pevney (1951)
- Là dove scende il fiume (Bend of the River), regia di Anthony Mann (1952)
- Here Come the Nelsons, regia di Frederick de Cordova (1952)
- L'angelo scarlatto (Scarlet Angel), regia di Sidney Salkow (1952)
- Il capitalista (Has Anybody Seen My Gal?), regia di Douglas Sirk (1952)
- Dan il terribile (Horizons West), regia di Budd Boetticher (1952)
- Il diario di un condannato (The Lawless Breed), regia di Raoul Walsh (1953)
- Seminole, regia di Budd Boetticher (1953)
- Gli sparvieri dello stretto (Sea Devils), regia di Raoul Walsh (1953)
- La spada di Damasco (The Golden Blade), regia di Nathan Juran (1953)
- Il suo onore gridava vendetta (Gun Fury), regia di Raoul Walsh (1953)
- Il comandante del Flying Moon (Back to God's Country), regia di Joseph Pevney (1953)
- Tempeste sotto i mari (Beneath the 12-Mile Reef), regia di Robert D. Webb (1953) (narratore)
- Il figlio di Kociss (Taza, Son of Cochise), regia di Douglas Sirk (1954)
- Magnifica ossessione (Magnificent Obsession), regia di Douglas Sirk (1954)
- I fucilieri del Bengala (Bengal Brigade), regia di László Benedek (1954)
- Il ribelle d'Irlanda (Captain Lightfoot), regia di Douglas Sirk (1955)
- Casa da gioco (One Desire), regia di Jerry Hopper (1955)
- Secondo amore (All That Heaven Allows), regia di Douglas Sirk (1955)
- Come prima... meglio di prima (Never Say Goodbye), regia di Jerry Hopper (1955)
- Il gigante (Giant), regia di George Stevens (1956)
- Come le foglie al vento (Written on the Wind), regia di Douglas Sirk (1956)
- Inno di battaglia (Battle Hymn), regia di Douglas Sirk (1956)
- Qualcosa che vale (Something of Value), regia di Richard Brooks (1957)
- Addio alle armi (A Farewell to Arms), regia di Charles Vidor (1957)
- Il trapezio della vita (The Tarnished Angels), regia di Douglas Sirk (1958)
- Il capitano dei mari del sud (Twilight for the Gods), regia di Joseph Pevney (1958)
- La mia terra (This Earth Is Mine), regia di Henry King (1959)
- Il letto racconta... (Pillow Talk), regia di Michael Gordon (1959)
- L'occhio caldo del cielo (The Last Sunset), regia di Robert Aldrich (1961)
- Torna a settembre (Come September), regia di Robert Mulligan (1961)
- Amore, ritorna! (Lover Come Back), regia di Delbert Mann (1961)
- La strada a spirale (The Spiral Road), regia di Robert Mulligan (1962)
- Marilyn (1963) (documentario), come narratore
- La veglia delle aquile (A Gathering of Eagles), regia di Delbert Mann (1963)
- Lo sport preferito dall'uomo (Man's Favorite Sport?), regia di Howard Hawks (1964)
- Non mandarmi fiori! (Send Me No Flowers), regia di Norman Jewison (1964)
- Strani compagni di letto (Strange Bedfellows), regia di Melvin Frank (1964)
- Una ragazza da sedurre (A Very Special Favor), regia di Michael Gordon (1965)
- L'affare Blindfold (Blindfold), regia di Philip Dunne (1965)
- Operazione diabolica (Seconds), regia di John Frankenheimer (1966)
- Tobruk, regia di Arthur Hiller (1967)
- Ruba al prossimo tuo... (A Fine Pair), regia di Francesco Maselli (1968)
- Base artica Zebra (Ice Station Zebra), regia di John Sturges (1968)
- I due invincibili (The Undefeated), regia di Andrew V. McLaglen (1969)
- Operazione Crêpes Suzette (Darling Lili), regia di Blake Edwards (1970)
- I lupi attaccano in branco (Hornets' Nest), regia di Phil Karlson e Franco Cirino (1970)
- ...E dopo le uccido (Pretty Maids All in a Row), regia di Roger Vadim (1971)
- A viso aperto (Showdown), regia di George Seaton (1973)
- Embryo, regia di Ralph Nelson (1976)
- Valanga (Avalanche), regia di Corey Allen (1978)
- Assassinio allo specchio (The Mirror Crack'd), regia di Guy Hamilton (1980)
- I guerrieri del vento (The Ambassador), regia di J. Lee Thompson (1984)

### Televisione
- McMillan e signora (McMillan & Wife) – serie TV, 40 episodi (1971-1977)
- Ruote (Wheels), regia di Jerry London – miniserie TV (1978)
- Cronache marziane (The Martian Chronicles), regia di Michael Anderson – miniserie TV (1980)
- Superstunt II, regia di Max Kleven – film TV (1980)
- L'uomo di Hollywood (The Star Maker), regia di Lou Antonio – miniserie TV (1981)
- Devlin & Devlin (The Devlin Connection) – serie TV, 13 episodi (1982)
- La terza guerra mondiale (World War III), regia di David Greene e Boris Sagal – miniserie TV (1982)
- Fino all'ultimo dollaro (The Vegas Strip War), regia di George Englund – film TV (1984)
- Dynasty – serie TV, 9 episodi (1984-1985)

## Teatro
- I Do! I Do! (1974) - Tour nazionale negli Stati Uniti - Ruolo: Michael[7][8]
- I Do! I Do! (1976) - Teatro West End, Londra - Ruolo: Michael[7]
- Camelot (1977) - Tour nazionale negli Stati Uniti - Ruolo: Re Artù[2]
- On the Twentieth Century (1979) - Tour nazionale negli Stati Uniti - Ruolo: Oscar Jaffee[7]

## Riconoscimenti
- Premio Oscar
  - 1957 – Candidatura al miglior attore per Il gigante

## Doppiatori italiani
- Giuseppe Rinaldi in Là dove scende il fiume, L'angelo scarlatto, Il capitalista, Dan il terribile, La spada di Damasco, Il suo onore gridava vendetta, Il comandante del Flying Moon, Il figlio di Kociss, Magnifica ossessione, I fucilieri del Bengala, Il ribelle d'Irlanda, Casa da gioco, Secondo amore, Come prima... meglio di prima, Come le foglie al vento, Inno di battaglia, Addio alle armi, Il trapezio della vita, Il capitano dei mari del sud, La mia terra, Il letto racconta..., L'occhio caldo del cielo, Torna a settembre, Amore, ritorna!, La strada a spirale, La veglia delle aquile, Lo sport preferito dall'uomo, Non mandarmi fiori!, Strani compagni di letto, Una ragazza da sedurre, Operazione diabolica, Tobruk, ...E dopo le uccido, Embryo
- Pino Locchi in Jack il ricattatore[9], L'affare Blindfold, Base artica Zebra, Valanga
- Gualtiero De Angelis ne L'aquila del deserto, I moschettieri dell'aria
- Emilio Cigoli ne Il diario di un condannato, Seminole
- Gianni Marzocchi in Dynasty, Devlin & Devlin
- Alberto Sordi in Peggy la studentessa
- Renato Turi in Winchester '73
- Aleardo Ward in Tomahawk - Scure di guerra
- Mario Pisu ne L'uomo di ferro
- Giulio Panicali ne Gli sparvieri dello stretto
- Sergio Fantoni ne Il gigante
- Nando Gazzolo in Qualcosa che vale
- Giorgio Piazza in Ruba al prossimo tuo...
- Gigi Proietti ne I due invincibili
- Aldo Giuffré ne I lupi attaccano in branco
- Glauco Onorato in A viso aperto
- Sandro Iovino in Assassinio allo specchio
- Teo Bellia in Là dove scende il fiume (ridoppiaggio)

## Opere su Rock Hudson
- Nel 1990 è stato prodotto un film dedicato all'attore basato sul libro scritto dalla sua ex-moglie Phyllis Gates e sulle registrazioni della corte riguardanti l'azione civile intrapresa da Marc Christian nei confronti degli eredi di Hudson. Il cast è composto da Thomas Ian Griffith nei panni di Hudson, Daphne Ashbrook nei panni di Phyllis Gates e da William R. Moses nel ruolo di Marc Christian.[10]
- Nel 1992 è stato pubblicato un documentario intitolato Rock Hudson's Home Movies, scritto e diretto da Mark Rappaport, incentrato sulla filmografia di Hudson e sui suoi ruoli.[10]
- Nel 2010 è stato presentato al festival di Berlino Rock Hudson: Dark and Handsome Stranger, scritto e diretto da due registi tedeschi, Andrew Davies e André Schäfer.
- Nel novembre 2011 Simon Curtis (già regista di biopic come Marilyn) ha annunciato alla stampa che il suo nuovo progetto cinematografico verterà sulla vita di Hudson negli anni della Universal.[11]
- Nel 2020 è uscita la miniserie Hollywood, nella quale uno dei personaggi è un giovane Hudson, al debutto nel mondo dello spettacolo.

## Riferimenti nella cultura di massa
- Rock Hudson viene citato nel testo della canzone Look at me, I'm Sandra Dee, presente nel musical Grease. Nel testo vengono ostentate la bellezza genuina di Doris Day e, in apparenza, l'omosessualità di Hudson, nella frase: "Anche Rock Hudson perse la testa per Doris Day".
- Il personaggio Rock Hudstone della serie Gli antenati (I Flintstone) è ispirato a Rock Hudson.